# 電気科
電気科（でんきか）は、後期中等教育において専門教育を主とする学科のうち、工業に関する学科の一つである。

## 概要
工業高校や工科高校等のいわゆる専門高校に設置されている学科の一つで、電気に関連した科目や実習を中心に学習する学科である。
また、電気に関連した職業教育も行われる。
学科名は各学校の判断で命名するものであり、法令上は工業に関する学科に過ぎないため、その学習内容は学校によって異なる。
具体的には、電子科との区別のために電力技術等のいわゆる"強電"を学ぶ学科であるとする場合と、電子回路等のいわゆる"弱電"も含めた電気全般を学ぶ学科とする場合とがある。
電気科を設置した学校を卒業すると、申請のみで電気主任技術者や特殊無線技士等の資格が取得できる場合もある。

## 電気科における専門科目[1]
学校によって実施される科目は異なる。また、同一の学校、同一の学科でもコースなどによって異なる場合もある。

### 工業技術基礎
電気科に限らず専門学科では必修科目となっているもので、本来は他の専門も含めたさまざまな工業に関する事項を学ぶ科目であるとされているが、その実態は1年次における実習となっている場合が多い。

### 情報技術基礎
電気科に限らず専門学科では必修科目となっている。主にコンピューター　Ｃ言語　情報の取り扱い方について学習するが、計算技術検定や情報技術検定の対策も行われる場合もある。

### 課題研究
工業技術基礎同様、専門学科では必修となっている。主に3年次に実施され、それまでに学び培った電気に関する理論・知識を総括し、同時にさらなる学習をしながら作品作成・製品開発、調査・研究・実験、実習、または職業資格の取得を行う。
実際に何を行うかは学校の制度によって異なるが、その目的から生徒の主体性を重視する場合が多い。

### 実習
これも専門学科では必修となっている。主に2年次と3年次に実施され、実際にものを作ったり、あるいは実験を行う。電気科における実習では電気工事や電子工作、電気実験などが行われる。

### 製図
電気回路や電気設備の作図を中心に、製図の基本的なルールや道具の使い方、CADのつかい方などを学習する。

### 工業情報数理
学習指導要領平成30年度改正より新設された科目で、従前の工業数理基礎と情報技術基礎を整理統合して再統合したものである。
情報技術に関する歴史やその意義、及び数理処理に関する理論、プログラミングとアルゴリズムやコンピュータについて学ぶ。

### 電気回路
学習指導要領平成30年度改正より従前の「電気基礎」を名称変更したもので、基礎的な電気に関する理論と電気回路について学ぶ。
多くの場合1年次でオームの法則、磁気回路、コンデンサ回路などの直流回路、2年次で三相交流を中心とした交流回路について学ぶ。

### 電力技術
主に二年次と三年次に実施され、発電　送電と配電　自動制御　省エネルギー技術　各種の電力応用　電気に関する法規についてを学習する。

### 電気機器
主に二年次と三年次に実施され、直流機　交流機　各種電気機器　パワーエレクトロニクスなどついての原理・構造・特性・取り扱い方法を学ぶ。